# Die kleinen Trompeterbücher

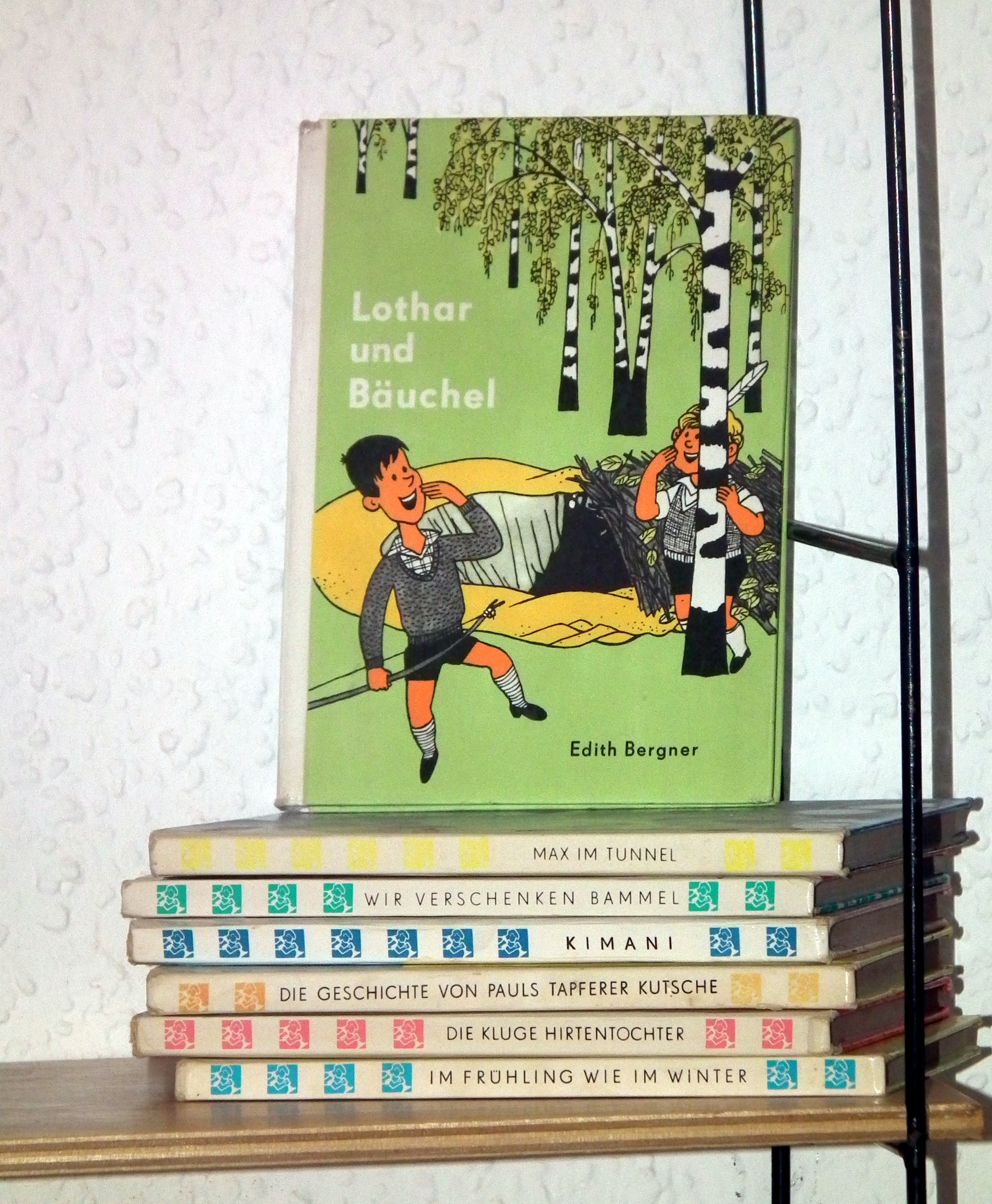
Die kleinen Trompeterbücher

Die kleinen Trompeterbücher war eine Kinderbuch-Reihe aus dem Kinderbuchverlag Berlin für Leser ab acht Jahren, wobei manche Bände sich auch an etwas ältere Kinder richteten. In der DDR war sie weit verbreitet.
Der Name der Reihe geht auf Fritz Weineck zurück, der nach dem gleichnamigen Lied über ihn auch als „der kleine Trompeter“ bekannt war. Die Geschichte über diese kommunistische Märtyrerfigur ist als Band 1 der Reihe erschienen. (Mit-)Autor des ersten Bandes war Gerhard Holtz-Baumert, der auch die Jubiläumsbände 100 und 200 verfasste. Die Bücher im Format 15 × 10,5 cm hatten einen Hartpappeinband und kosteten – staatlich subventioniert – 1,75 Mark beziehungsweise je 2,40 Mark für die vier Doppelbände. Das Papier hatte vor allem ab den 1970er Jahren die im DDR-Buchdruck häufig anzutreffende geringe, holzhaltige Qualität.
Die Reihe behandelte ein großes Spektrum von Themen, von Märchen und Sagen über Tiergeschichten und Alltagserzählungen bis hin zu propagandistischer Literatur. Publiziert wurden sowohl Klassiker als auch neue und zum Teil speziell für die Reihe verfasste Geschichten. Ein Schwerpunkt lag auf deutschsprachigen Autoren, doch wurden auch viele osteuropäische, vor allem russische und sowjetische Schriftsteller gedruckt. Hinzu kamen Geschichten aus Afrika, Asien und Lateinamerika, die nicht selten von DDR-Erzählern nachgedichtet worden waren. Neben klassischen Autoren wie Gotthold Ephraim Lessing, Johann Wolfgang Goethe, Heinrich Heine, Johann Peter Hebel, Heinrich Hoffmann von Fallersleben, den Brüdern Grimm, Wilhelm Hauff, Hans Fallada, Erich Kästner, Alexander Puschkin, Anton Tschechow, Leo Tolstoi und Maxim Gorki waren vor allem profilierte Autoren der DDR-Kinderliteratur und -Belletristik vertreten, darunter Benno Pludra, Gerhard Holtz-Baumert, Anne Geelhaar, Harry Thürk, Alfred Wellm, Franz Fühmann, Willi Meinck, Fred Rodrian, Hannes Hüttner, Herbert Mühlstädt, Gottfried Herold sowie Renate Holland-Moritz. Hinzu kamen insbesondere klassische Autoren der sowjetischen Kinder-Literatur wie Arkadi Gaidar und Nikolai Nossow.
Ein Großteil der Bücher wurde mehrfach aufgelegt, häufig gab es schon im Jahr der Erstpublikation eine zweite Auflage. Nicht wenige Bände erreichten eine zweistellige Auflage, was für die Beliebtheit der Reihe spricht. Spitzenreiter war der erste Band der Reihe, Der kleine Trompeter und sein Freund, mit 19 Auflagen bis 1985. Dahinter folgen Benno Pludras auch verfilmte Geschichte Bootsmann auf der Scholle mit 15 Auflagen bis 1988 und Horst Beselers Auf dem Fluge nach Havanna mit 13 Auflagen bis 1987. 1999 wurden zehn Bände der Reihe neu aufgelegt und in der Reihe Kleine Bibliothek im Berliner Verlag der Nation veröffentlicht. Dabei handelt es sich um die Kleinen Trompeterbücher 54, 151, 181, 126, 68, 83, 147, 150, 50 und 162 (in der Reihenfolge der Nummerierung der neuen Reihe). Auch der Kinderbuchverlag brachte 2008 drei Bände der Reihe in einer Neuauflage heraus (4, 43 und 109).

## In der Reihe erschienene Bücher
| Nr.     | Titel | Autor                                         | Jahr der Erstausgabe |
| ------- | --- | --------------------------------------------- | -------------------- |
| 1       | Der kleine Trompeter und sein Freund | Inge und Gerhard Holtz-Baumert                | 1959                 |
| 2       | Schiffsjunge Pietro und andere Erzählungen | Aleksandr M. Batrov                           | 1959                 |
| 3       | Bootsmann auf der Scholle | Benno Pludra                                  | 1959                 |
| 4       | Märchen von großen und kleinen Tieren | Jacob Grimm                                   | 1959                 |
| 5       | Andreas mit der Schulmappe | Anne Geelhaar                                 | 1959                 |
| 6       | Zwei Freundinnen | Leonid Pantelejew und Lubow Woronkowa         | 1959                 |
| 7       | Der Wunderbaum | Margarete Neumann                             | 1960                 |
| 8       | Su-su von der Himmelsbrücke | Harry Thürk                                   | 1960                 |
| 9       | Die Partisanen und der Schäfer Piel | Alfred Wellm                                  | 1960                 |
| 10      | Die Suche nach dem wunderbunten Vögelchen | Franz Fühmann                                 | 1960                 |
| 11      | Zwei Jungen in der Drachenbucht | Hans-Dieter Kitzing                           | 1960                 |
| 12      | Wassermärchen | Herbert Friedrich                             | 1960                 |
| 13      | Die silbernen Kugeln | Paul Körner-Schrader                          | 1960                 |
| 14      | Der Neger Jim | Willi Meinck                                  | 1961                 |
| 15      | Sebastian und die Blindschleiche Laura | Karl Neumann                                  | 1961                 |
| 16      | Liebe Sonne, scheine wieder | Heinrich Hoffmann von Fallersleben            | 1961                 |
| 17      | Wir aus der 2a | Günther Feustel                               | 1961                 |
| 18      | Tschuk und Gek | Arkadi Gaidar                                 | 1961                 |
| 19      | Der berühmte Urgroßvater (über Otto Buchwitz) | Gottfried Herold                              | 1961                 |
| 20      | Der Storch von Landow | Egon Schmidt                                  | 1961                 |
| 21      | Mein kleines Märchenbuch – Fünf Märchen der Gebrüder Grimm | Gebrüder Grimm                                | 1961                 |
| 22      | Die Geschichte von Pauls tapferer Kutsche | Herbert Friedrich                             | 1962                 |
| 23      | Sebastian, der Raketenflieger | Karl Neumann                                  | 1961                 |
| 24      | Kleine Geschichten von großen Freunden | Sammelband                                    | 1961                 |
| 25      | Schönen Tag, Soldat | Heinz Fiedler                                 | 1961                 |
| 26      | Lothar und Bäuchel | Edith Bergner                                 | 1961                 |
| 27      | Ecke Neckepenn und andere lustige Märchen und Sagen | Ruth Krenn (Bearbeitung)                      | 1962                 |
| 28      | Racker und seine Freunde | Ruth Schirrmacher                             | 1962                 |
| 29      | Der lebende Hut | Nikolai Nossow                                | 1962                 |
| 30      | Die Igelfreundschaft | Martin Viertel                                | 1962                 |
| 31      | Der rote Schmied | Werner Berndt                                 | 1962                 |
| 32      | Im Frühling wie im Winter. Aus dem Schatz deutscher Kindergedichte | zusammengestellt von Edith George             | 1962                 |
| 33      | Omar, der Schuhputzer | H.A.W. Treffz                                 | 1962                 |
| 34      | Püschel auf dem Feld | Ruth Krenn                                    | 1962                 |
| 35      | Langohr, der tapfere Hase und andere Geschichten | Dmitri Mamin-Sibirjak                         | 1962                 |
| 36      | Iattis Traum | Ruth Greuner                                  | 1962                 |
| 37      | Der rote Sputnikball | Horst Rudolph                                 | 1963                 |
| 38      | Willi und die Nachtgespenster | Peter Theek                                   | 1963                 |
| 39      | Blümchen Siebenblatt | Maxim Gorki und Valentin Katajew              | 1963                 |
| 40      | Freundchen und andere heitere Geschichten | Nikolai Nossow                                | 1963                 |
| 41      | Drei Schwestern im Waldhaus | Elisabeth Elten                               | 1963                 |
| 42      | Das Märchenkind Sabine | Doris Pollatschek                             | 1964                 |
| 43      | Das Kutschpferd und der Ackergaul | Karl Heinz Berger                             | 1964                 |
| 44      | Der Bär und der Wind. Geschichten von Tieren und ihrer Welt | verschiedene Verfasser                        | 1964                 |
| 45      | Beenschäfer | Kurt David                                    | 1964                 |
| 46      | Hugos Wostok | Herbert Friedrich                             | 1964                 |
| 47      | Das Mädchen von der Tankstelle | Ursula und Jochen Wilke                       | 1964                 |
| 48      | Das gläserne Rätsel | Gottfried Herold                              | 1964                 |
| 49      | Goldnase | Erich Köhler                                  | 1965                 |
| 50      | Kimani | Götz R. Richter                               | 1964                 |
| 51      | Was ist das für ein Tier? | Jewgenij Tscharuschin                         | 1964                 |
| 52      | David macht, was er will | Renate Holland-Moritz                         | 1965                 |
| 53      | Das Schwein beim Friseur | Erich Kästner                                 | 1965                 |
| 54      | Androklus und der Löwe | Franz Fühmann                                 | 1966                 |
| 55      | Die Eule und die kleine gelbe Maus Lustige Tiermärchen | Edith Klatt                                   | 1966                 |
| 56      | Bomme und sein Friedensfahrer | Hasso Laudon                                  | 1966                 |
| 57      | Die Kinder im Tobteufelhaus | Holda Schiller                                | 1966                 |
| 58      | Meine Goldhamster | Kim Kai                                       | 1966                 |
| 59      | Der Amselbaum | Václav Čtvrtek                                | 1966                 |
| 60      | Äffchen Stupsnase | Rudi Strahl                                   | 1966                 |
| 61      | Die Jungfrau von Stralsund und andere Sagen | Harry Trommler                                | 1967                 |
| 62      | Schön Laub wachse am Jahresbaum | Albert Gabriel                                | 1967                 |
| 63      | Däumelinchen und andere Märchen | Hans Christian Andersen                       | 1967                 |
| 64      | Max im Tunnel | Kurt Menke                                    | 1967                 |
| 65      | Die Freundschaftsringe (Geschichten über Lenin) | Michael Pfeiffer                              | 1967                 |
| 66      | Das Wunderpferdchen aus Kornhagen | Holda Schiller                                | 1967                 |
| 67      | Das weiße Sternchen | Viktoria Ruika-Franz                          | 1968                 |
| 68      | Das Mitternachtsgespenst | Hannes Hüttner                                | 1968                 |
| 69      | Die Geschichte von Heiners Groschen | Isolde Sämann                                 | 1968                 |
| 70      | Die kluge Hirtentochter – Märchen und Geschichten aus dem Harz | Heinrich Pröhle                               | 1969                 |
| 71      | Ulli und der kleine Doktor | Kurt Menke                                    | 1969                 |
| 72      | Glückspilz | Heide Wendland und Gottfried Herold           | 1970                 |
| 73      | Der Bär in der Troika und andere Geschichten | Leo Tolstoi                                   | 1970                 |
| 74      | Wir verschenken Bammel | Bodo Schulenburg                              | 1970                 |
| 75      | Kathrins Donnerstag | Gotthold Gloger                               | 1970                 |
| 76      | Der Brief aus Odessa | Anne Geelhaar                                 | 1970                 |
| 77      | Die blaue Tasse | Arkadi Gaidar                                 | 1970                 |
| 78      | Für das Großsein habe ich Pläne | Viktoria Ruika-Franz                          | 1970                 |
| 79      | Unser Ferkel Eduard | Hildegard und Siegfried Schumacher            | 1970                 |
| 80      | Unterm Schrank liegt eine Mark | Hilde Flex                                    | 1970                 |
| 81      | Freitags beim Angeln | Ulrich Völkel                                 | 1971                 |
| 82      | Der Hund mit dem Zeugnis | Brigitte Birnbaum                             | 1971                 |
| 83      | Der getreue Igel – 2 Geschichten | Hans Fallada                                  | 1970                 |
| 84      | Matrjoschkas Märchen | Iwan Burssow                                  | 1972                 |
| 85      | Nicos und der Mondfisch | Carola und Thomas Nicolaou                    | 1972                 |
| 86      | Die Träumer | Nikolai Nossow                                | 1972                 |
| 87      | Jo spannt den Wagen an | Gunter Preuß                                  | 1972                 |
| 88      | Das Märchen von der verlorenen Zeit und andere Geschichten | Liana Daskalowa                               | 1972                 |
| 89      | Janek und das Messer | Horst Rudolph                                 | 1972                 |
| 90      | Als Flups kleiner wurde | Waldemar Spender                              | 1972                 |
| 91      | Das Haus in Azabu-ku | Wolfgang Kienast                              | 1972                 |
| 92      | MZ-Geschichten (Dieses Buch enthält eine Anzahl Motorradgeschichten, wie sie der Motorrad-Rennfahrer Anton Seidel aus seinen Erinnerungen erzählt, beginnend mit einer Fahrt ohne Geld in einem Auto für Millionäre, endend mit dem Sieg als Außenseiter in einem Motorradrennen auf der Insel Ceylon.) | Hansgeorg und Helga Meyer                     | 1972                 |
| 93      | Der Wind zieht seine Hosen an | Heinrich Heine                                | 1972                 |
| 94/95   | 172 Tage aus dem Leben des Lehrers Egon Schultz | Herbert Mühlstädt                             | 1973                 |
| 96      | Fahrstuhl zu den Sternen und andere Geschichten am Telefon | Gianni Rodari                                 | 1973                 |
| 97      | Auf dem Fluge nach Havanna | Horst Beseler                                 | 1973                 |
| 98/99   | Deckname ADI | Max Zimmering                                 | 1973                 |
| 100     | Der Wunderpilz und andere Geschichten aus der Nachbarschaft | Gerhard Holtz-Baumert                         | 1974                 |
| 101     | Schnurzel, das Neinchen | Friedrich Wolf                                | 1974                 |
| 102     | Klicks Klamm und das wundersame Apothekerkraut | Harry Gerlach                                 | 1973                 |
| 103     | Das Mädchen aus Maslennikow | Barbara Krause                                | 1974                 |
| 104/105 | Ich werde Seeräuber | Helga Talke                                   | 1974                 |
| 106     | Haribert das Schwarzohr | Siegfried Weinhold                            | 1974                 |
| 107     | Folgen Sie mir unauffällig oder Streit um Struwwelpeter | Heide Wendland und Gottfried Herold           | 1976                 |
| 108     | Kaschtanka | Anton Tschechow                               | 1974                 |
| 109     | Meta Morfoß und Ein Märchen für Claudias Puppe | Peter Hacks                                   | 1975                 |
| 110/111 | Katja aus der Pappelallee | Guste Zörne und Helga Meyer                   | 1975                 |
| 112     | Draußen steht ein Bär | Juri Kasakow                                  | 1975                 |
| 113     | Sundus und der hafergelbe Hund | Benno Pludra                                  | 1975                 |
| 114     | Papageienweg | Rosel Klein                                   | 1975                 |
| 115     | Hühnerbeins ausgewählte Frechheiten | Manfred Hopp                                  | 1976                 |
| 116     | Ich muß dir etwas zwitschern | Josef Guggenmos                               | 1976                 |
| 117     | Der froschgrüne Roller | Hartmut Biewald                               | 1976                 |
| 118     | Samakina | Barbara Krause                                | 1976                 |
| 119     | War mal eine echt schöne Lade | Sándor Weöres                                 | 1976                 |
| 120     | Olaf vom Turm | Manfred Weinert                               | 1976                 |
| 121     | Kieselchen und Beerchen und andere Märchen aus der Sowjetunion | Anneliese Kocialek (Bearbeitung)              | 1977                 |
| 122     | Der hölzerne Kuckuck | Gunter Preuß                                  | 1977                 |
| 123     | Ben sucht die Quelle | Reinhard Bernhof                              | 1977                 |
| 124     | Die Krabbe, die zaubern konnte | José Martí                                    | 1977                 |
| 125     | Das Mädchen aus Harrys Straße | Sigmar Schollak                               | 1978                 |
| 126     | Das Hühnchen mit den goldenen Füßchen und andere Märchen aus der Sowjetunion | Anneliese Kocialek                            | 1978                 |
| 127     | Das Öchslein aus Stroh und andere Geschichten aus der Sowjetunion | Anneliese Kocialek                            | 1978                 |
| 128     | Die Geschichte von dem kleinen Muck | Wilhelm Hauff                                 | 1978                 |
| 129     | Der heimliche Geselle | Arthur Döpke                                  | 1978                 |
| 130     | Der fingerkleine Kobold | Elke Willkomm                                 | 1978                 |
| 131     | Sieben Löffel Pudding und andere Geschichten um Ulrike und Jörg | Günter Saalmann                               | 1978                 |
| 132     | Es saß ein Fuchs im Walde tief | Wilhelm Busch                                 | 1978                 |
| 133     | Wie sich der Rabe einen Splitter eintrat und andere Märchen | Nâzım Hikmet                                  | 1978                 |
| 134     | Das Märchen von der verrückten Schreibmaschine | Gabriel Gerhard                               | 1979                 |
| 135     | Dshulis erster Winter | Sergej Ivanov                                 | 1979                 |
| 136     | Wie Pandschi Puthan den mächtigen Strom zähmte und andere märchenhafte Geschichten aus Sri Lanka | Kaluachchigamage Jayatillake und Willi Meinck | 1979                 |
| 137     | Der Prinz mit den schwarzen Füßen | Fred Rodrian                                  | 1979                 |
| 138     | Der Stuhl als Pferd und umgekehrt | Wolfgang Buschmann                            | 1979                 |
| 139     | Halbhorn | Helma Heymann                                 | 1980                 |
| 140     | Die ABC-Mädchen | Katrin Pieper                                 | 1980                 |
| 141     | Das blaue Wunder Irgendwo | Reinhard Griebner                             | 1980                 |
| 142     | Das Zaubertelefon | Peter Brock                                   | 1980                 |
| 143     | Tina entdeckt das Meer | Lonny Neumann                                 | 1980                 |
| 144     | Boruschka | Horst Matthies                                | 1981                 |
| 145     | Unterstand Nr.4 | Arkadi Gaidar                                 | 1980                 |
| 146     | Der vertauschte Vati | Manfred Richter                               | 1981                 |
| 147     | Der Rabe und der Fuchs | Gotthold Ephraim Lessing                      | 1981                 |
| 148     | Flucht über die Anden | Jan Flieger                                   | 1981                 |
| 149     | Der Riese von Benin | Irene Rostock                                 | 1981                 |
| 150     | Heidenröslein | Johann Wolfgang Goethe                        | 1982                 |
| 151     | Das dreieckige Kaninchen | Bodo Schulenburg                              | 1981                 |
| 152     | Putz Munter | Christiane Groß                               | 1981                 |
| 153     | Der zerrissene Regenwurm | John Stave                                    | 1982                 |
| 154     | Peter auf der Faxenburg | Volker Ebersbach                              | 1982                 |
| 155     | Das Haus in der Sonnengasse | Zbyněk Malinský                               | 1982                 |
| 156     | Der verzauberte Regenschirm | Éva Janikovszky                               | 1982                 |
| 157     | Besuch bei Florian | Sibylle Hentschel                             | 1982                 |
| 158     | Hanning und Lösche | Liesel Riefstahl                              | 1982                 |
| 159     | Der Mann mit dem traurigen Birnengesicht | Reinhard Bernhof                              | 1982                 |
| 160     | Was macht der Frosch im Winter? | Werner Lindemann                              | 1982                 |
| 161     | Grün weht der Lärm ins Land | Lothar Walsdorf                               | 1982                 |
| 162     | Vom Eulchen und der Dunkelheit | Waldtraut Lewin                               | 1982                 |
| 163     | Bau mir einen Drachen, Vater! | Hartmut Biewald                               | 1982                 |
| 164     | Das Faschingsschneiderlein | Helma Heymann                                 | 1983                 |
| 165     | Der Regenknabe und andere Erzählungen | Hisako Teraoka                                | 1983                 |
| 166     | Märchen vom Zaren Saltan, von seinem Sohn, dem berühmten und mächtigen Recken Fürst Gwidon Saltanowitsch, und von der wunderschönen Schwanenprinzessin | Alexander Puschkin                            | 1983                 |
| 167     | Otto und der Zauberer Faulebaul | Lilo Hardel                                   | 1984                 |
| 168     | Der Regenbrachvogel | Ólafur Jóhann Sigurðsson                      | 1984                 |
| 169     | Hexen gibt es nicht | Lonny Neumann                                 | 1984                 |
| 170     | Der Feuerberg | Brüder Grimm                                  | 1984                 |
| 171     | Das Böckchen mit dem Glöckchen | Kajum Tangrykulijew                           | 1984                 |
| 172     | Schön Hühnchen, schön Hähnchen … | Brüder Grimm                                  | 1985                 |
| 173     | Bastian der Hühnermörder | Frank Weymann                                 | 1985                 |
| 174     | Die Mühle vom Ginsterberg | Helma Heymann                                 | 1985                 |
| 175     | Das Lied vom Ahornbaum | Maria Seidemann                               | 1985                 |
| 176     | Der Nix mit dem Kuchen und andere Sagen aus dem Oderbruch | Joachim Winkler (Herausgeber)                 | 1986                 |
| 177     | Neue Freunde und noch eine Geschichte | Miriam Margraf                                | 1986                 |
| 178     | Die zweibeinige Apotheke – Kalendergeschichten | Johann Peter Hebel                            | 1986                 |
| 179     | Mein kleines Ren | Andrej Kriwoschapkin                          | 1986                 |
| 180     | Zeit zum Angeln | Robert Rosin                                  | 1986                 |
| 181     | Das Hexenhaus | Albert Wendt                                  | 1986                 |
| 182     | Der fremde Vogel | Hans-Peter David                              | 1988                 |
| 183     | Fragen Sie doch Melanie! | Brigitte Birnbaum                             | 1987                 |
| 184     | Zum Frühstück einen Omnibus | Wolfgang Buschmann                            | 1988                 |
| 185     | Moosweibchen und Graumännlein | Hilmar Jantke                                 | 1989                 |
| 186     | Der Baum mit dem roten Segel | Wanda Chotomska                               | 1988                 |
| 187     | Von einem, der auszog, neue Eltern zu suchen und andere Erzählungen | Brigitte Birnbaum                             | 1989                 |
| 188     | Wendelins Königreich | Barbara Krause                                | 1989                 |
| 189     | Der stolze Dshigit – Kirgisische Volksmärchen | Übertragung: Lieselotte Remané                | 1989                 |
| 190     | Der Sperling in der Posttasche | Guram Petriaschwili                           | 1989                 |
| 191     | Das grüne Pferd | Anne Geelhaar                                 | 1989                 |
| 192     | Sorgen um Blacky | Miriam Margraf                                | 1990                 |
| 193     | Brimborius | Alfred Salamon                                | 1990                 |
| 194     | Ein Eisberg für Tomek | Helena Bechlerowa                             | 1990                 |
| 195     | Schlappohr und andere Erzählungen | Barbara Kühl                                  | 1990                 |
| 196     | nicht erschienen | -                                             | -                    |
| 197     | nicht erschienen | -                                             | -                    |
| 198     | nicht erschienen | -                                             | -                    |
| 199     | nicht erschienen | -                                             | -                    |
| 200     | Der kleine Lehrer | Gerhard Holtz-Baumert                         | 1989                 |